# Roy William Neill
 Roy William Neill   (n. 4 septembrie 1887, Irlanda – d. 14 decembrie 1946, Londra, Anglia, Regatul Unit) a fost un regizor de film american născut în Irlanda, cel mai bine cunoscut pentru regia ultimelor unsprezece din cele 14 filme cu Sherlock Holmes cu Basil Rathbone și Nigel Bruce, realizate între 1943 și 1946 și lansate de Universal Studios.

## Filmografie
- The Mother's Instinct (1917)
- The Glory, Girl (1917)
- The Price Mark (1917)
- Love Letters (1917)
- Flare-Up Sal (1918)
- Free and Equal (1918)
- Love Me (1918)
- Tyrant Fear (1918)
- The Mating of Marcella (1918)
- The Kaiser's Shadow (1918)
- They're Off (1918)
- Green Eyes (1918)
- Vive la France! (1918)
- Puppy Love (1919)
- Charge It to Me (1919)
- The Career of Katherine Bush (1919)
- Trixie from Broadway (1919)
- The Bandbox (1919)
- The Woman Gives (1920)
- Yes or No? (1920)
- Something Different (1920)
- Good References (1920)
- Dangerous Business (1920)
- The Inner Voice (1920)
- The Idol of the North (1921)
- The Conquest of Canaan (1921)
- The Iron Trail (1921)
- The Man From M.A.R.S. (1922)
- What's Wrong with the Women? (1922)
- Toilers of the Sea (1923)
- Vanity's Price (1924)
- Broken Laws (1924)
- By Divine Right (1924)
- Percy (1925)
- The Kiss Barrier (1925)
- Greater Than a Crown (1925)
- Marriage in Transit (1925)
- The Cowboy and the Countess (1926)
- The Fighting Buckaroo (1926)
- A Man Four-Square (1926)
- Black Paradise (1926)
- The City (1926)
- The Arizona Wildcat (1927)
- Marriage (1927)
- Cleopatra (1928)
- The Viking (1928)
- Lady Raffles (1928)
- San Francisco Nights (1928)
- The Olympic Hero (1928)
- Wall Street (1929)
- Behind Closed Doors (1929)
- The Melody Man (1930)
- Cock 'o the Walk (1930)
- Just Like Heaven (1930)
- Fifty Fathoms Deep (1931)
- The Avenger (1931)
- The Good Bad Girl (1931)
- That's My Boy (1932)
- The Menace (1932)
- As the Devil Commands (1932)
- The Circus Queen Murder (1933)
- Fury of the Jungle (1933)
- Above the Clouds (1933)
- The Ninth Guest (1934)
- Jealousy (1934)
- Blind Date (1934)
- Black Moon (1934)
- Whirlpool (1934)
- Mills of the Gods (1934)
- I'll Fix It (1934)
- The Black Room (1935)
- The Lone Wolf Returns (1935)
- Eight Bells (1935)
- Doctor Syn (1937)
- Gypsy (1937)
- Thank Evans (1938) British
- Many Tanks Mr. Atkins (1938)
- Quiet Please (1938)
- Double or Quits (1938)
- Simply Terrific (1938)
- The Viper (1938)
- Everything Happens to Me (1938)
- Murder Will Out (1939)
- The Good Old Days (1939)
- A Gentleman's Gentleman (1939)
- Hoots Mon! (1940)
- His Brother's Keeper (1940)
- Eyes of the Underworld (1942)
- Sherlock Holmes and the Secret Weapon (1942)
- Madame Spy (1942)
- Frankenstein Meets the Wolf Man (1943)
- Sherlock Holmes in Washington (1943)
- Sherlock Holmes Faces Death (1943)
- Rhythm of the Islands (1943)
- Sherlock Holmes and the Secret Weapon (1943)
- The Spider Woman (1943)
- The Scarlet Claw (1944)
- Gypsy Wildcat (1944)
- The Pearl of Death (1944)
- Sherlock Holmes and the House of Fear (1945)
- Pursuit to Algiers (1945)
- The Woman in Green (1945)
- Terror by Night (1946)
- Dressed to Kill (1946)
- Black Angel (1946)